# Aldeanueva de Ebro
Aldeanueva de Ebro es un municipio de La Rioja (España), situado en la Rioja Baja, perteneciente a la comarca de Alfaro. 
Su origen se remonta al siglo XI, cuando fue fundada por pastores cameranos y calagurritanos, tras la reconquista de ésta por el rey García Sánchez III, el de Nájera, en 1045, fue aldea de Calahorra hasta independizarse en 1664, reinando Felipe IV, mediante el pago de una considerable suma prestada por los frailes de Fitero, monasterio con el que mantuvo vínculos. Después de muchos pleitos, lo que entonces se llamaba Arnedo de Ebro pasa a manos de Manuel Íñiguez de Arnedo. Posee la mayor cooperativa de Rioja de España, lo que le dota de una próspera economía que le sitúa entre los pueblos más ricos del país[cita requerida].

## Geografía
Integrado en la comarca de Rioja Baja, se sitúa a 59 kilómetros de Logroño. El término municipal está atravesado por la Autopista Vasco-Aragonesa (AP-68) y por la carretera nacional N-232, entre los pK 350 y 353, además de por la carretera autonómica LR-115, que permite la comunicación con Rincón de Soto y Autol. 
El relieve del municipio cuenta con una zona llana, en la ribera del río Ebro, que hace de límite con la provincia de Navarra, y con una zona más montañosa y con barrancos al oeste, cerca del pico Agudo (646 metros). La altitud oscila entre los 646 metros (pico Agudo) y los 280 metros a orillas del Ebro. El pueblo se alza a 344 metros sobre el nivel del mar. 
| Noroeste: Calahorra | Norte: Calahorra | Noreste: Azagra (Navarra) |
| Oeste: Autol        |                  | Este: Rincón de Soto      |
| Suroeste: Autol     | Sur: Alfaro      | Sureste: Rincón de Soto   |

## Demografía
Cuenta con una población de 2691 habitantes (INE 2024).
| Gráfica de evolución demográfica de Aldeanueva de Ebro entre 1842 y 2021                                              |
| |
| Población de derecho según los censos de población del INE. Población de hecho según los censos de población del INE. |

## Economía

### Evolución de la deuda viva
El concepto de deuda viva contempla sólo las deudas con cajas y bancos relativas a créditos financieros, valores de renta fija y préstamos o créditos transferidos a terceros, excluyéndose, por tanto, la deuda comercial.
| Gráfica de evolución de la deuda viva del ayuntamiento entre 2008 y 2014                             |
| |
| Deuda viva del ayuntamiento en miles de Euros según datos del Ministerio de Hacienda y Ad. Públicas. |

La deuda viva municipal por habitante en 2014 ascendía a 765,25 €.

## Cultura

### Patrimonio
- Iglesia de San Bartolomé
- Ermita de la Virgen de los Remedios: del siglo XVIII

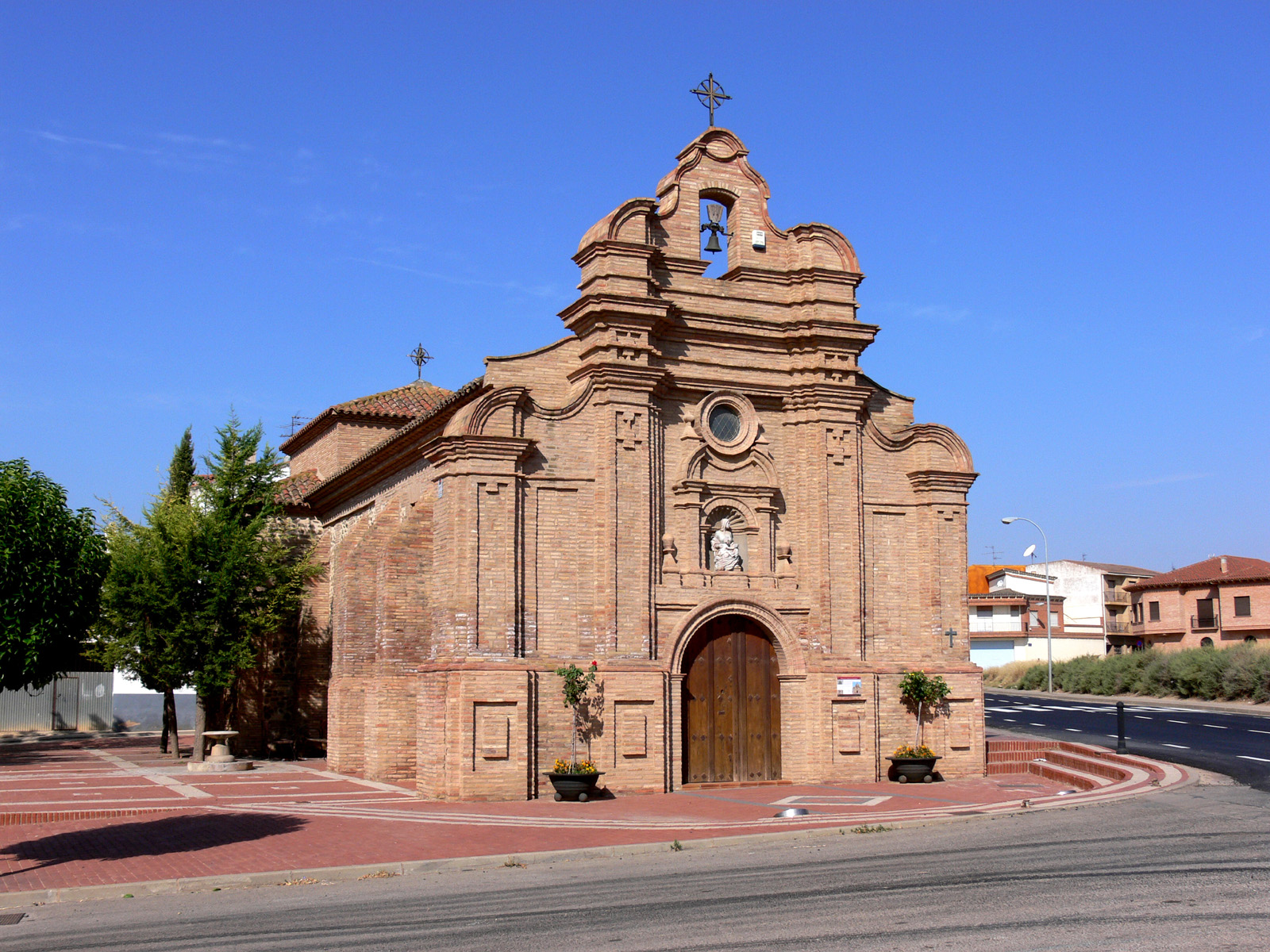
Ermita de la Virgen de los Remedios
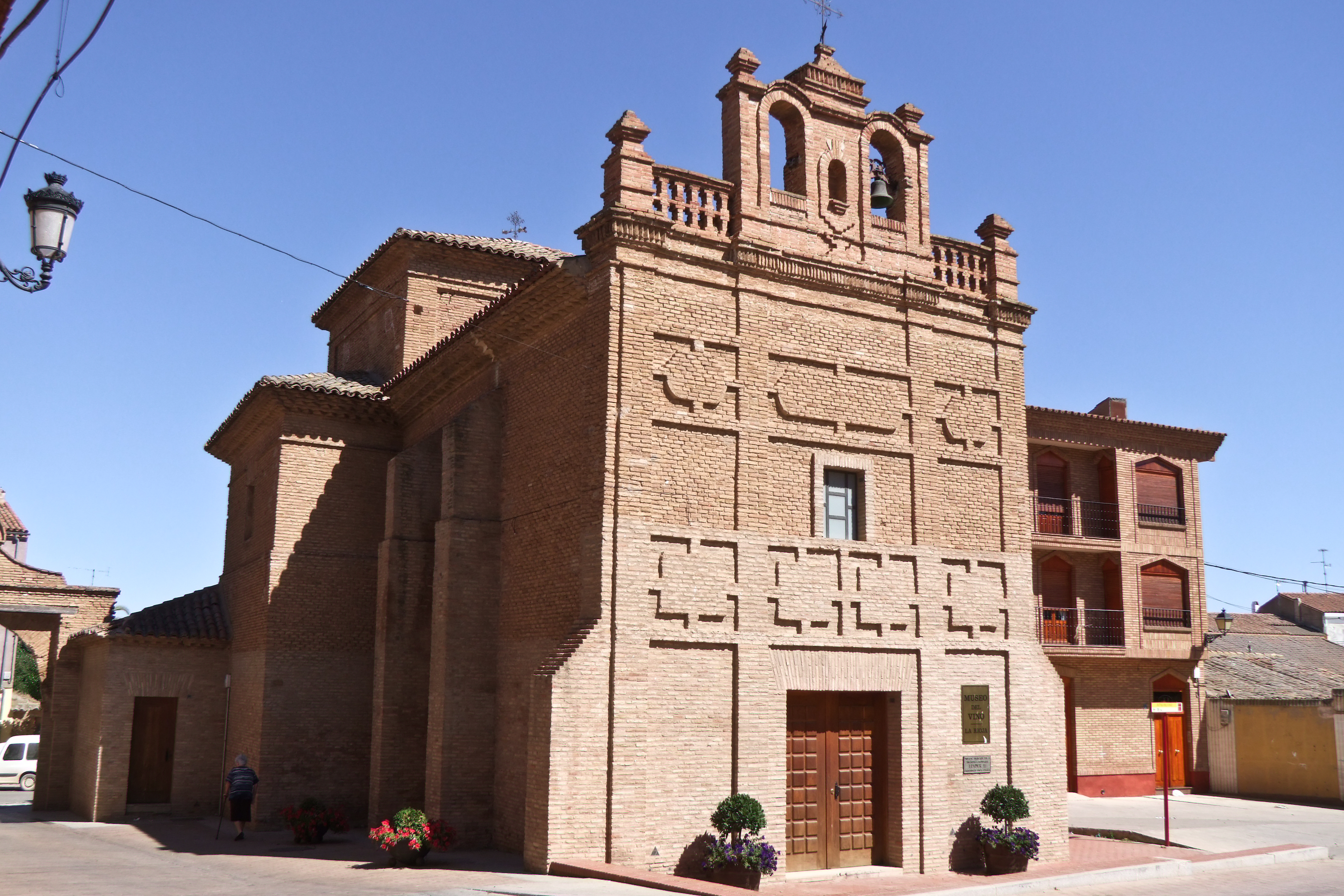
Ermita del Portal
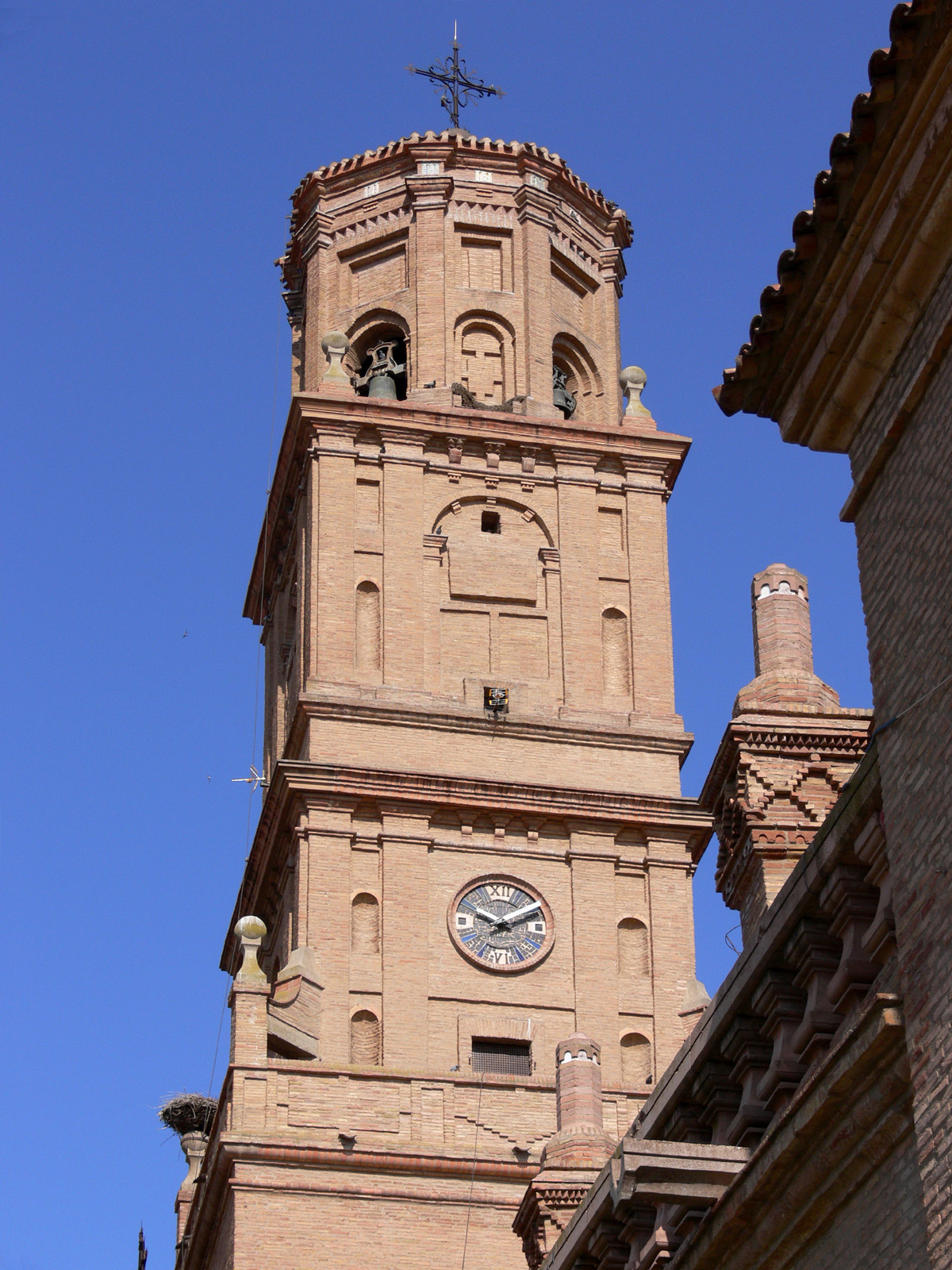
Iglesia de San Bartolomé
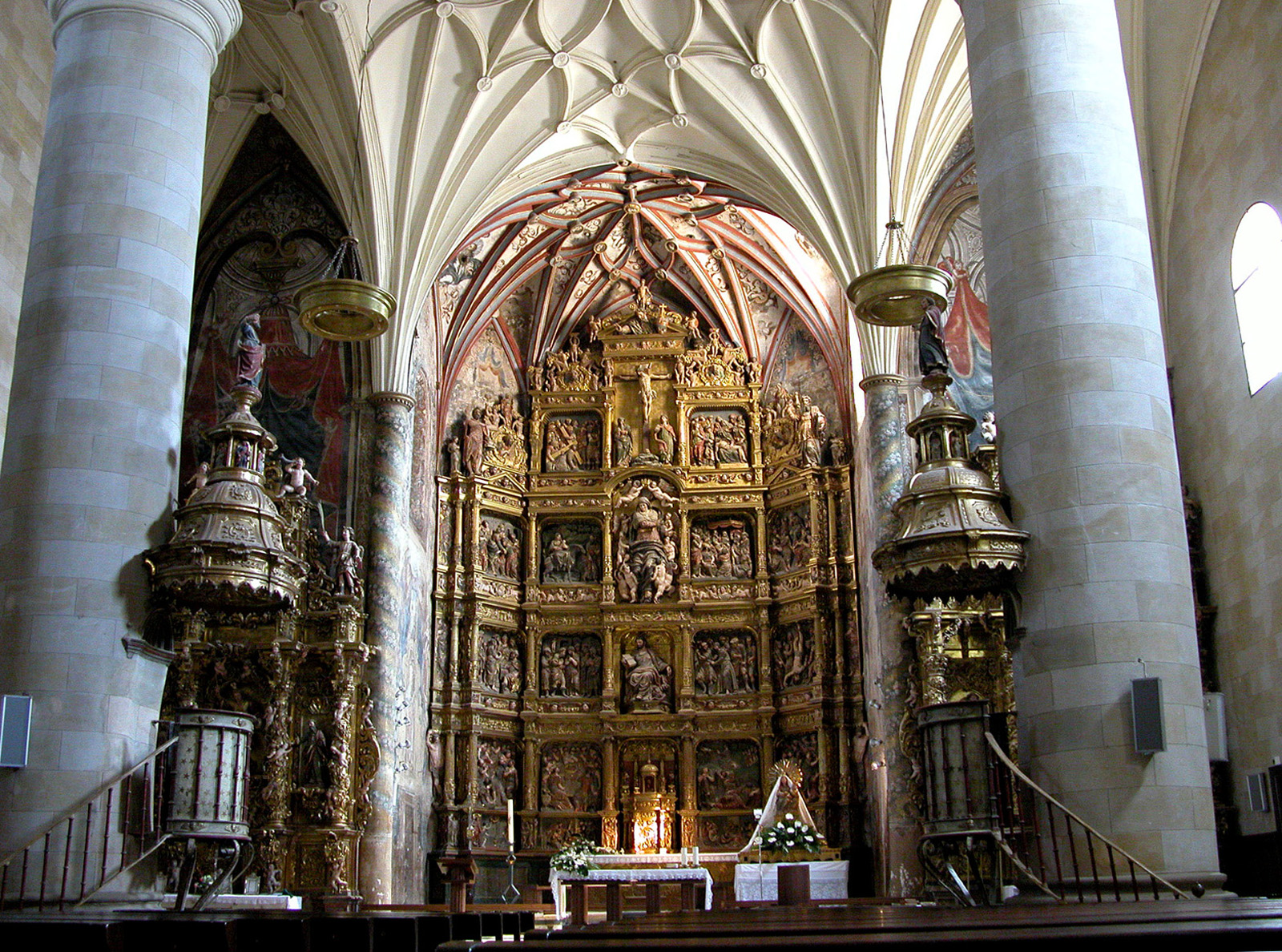
Retablo de la iglesia

### Fiestas y tradiciones
- Fiestas de Invierno (31 de diciembre al 6 de enero): Dan comienzo el 31 de diciembre a las 12 horas en la Plaza de España con el Chupinazo, donde todos los vecinos de la localidad y visitantes se dan cita para festejar el inicio de las fiestas invernales. Pasacalles con charangas y durante estos siete días se celebran encierros de reses bravas, degustaciones incluida la Feria de Artesanía y Degustación de Productos Típicos Derivados de la Uva, conciertos, actividades infantiles, juveniles y deportivas y las típicas navideñas como es la Cabalgata de los Reyes Magos.

- Hogueras de San Antón (16 de enero): Los aldeanos se reúnen y preparan hogueras en las calles y se asan chuletillas, chistorra y patatas.

- Hogueras de San Sebastián (20 de enero): Hoguera popular y Cena de la Cofradía en la casa del Mayordomo.

- Carnavales: Concurso de disfraces para todas las edades, amenizado por charangas de la localidad.

- Jueves de Lardero (anterior al Miércoles de Ceniza): Es típico cenar las tortillas de chorizo en cuadrillas.

- Semana Santa: En la Semana Santa se realizan procesiones a cargo de la cofradía de la Santa Vera Cruz y Soledad. Los actos discurren así; Domingo de Ramos misa a las 10 y posteriormente bendición de ramos, en la ermita de la Virgen de los Remedios y procesión de Ramos hasta la parroquia acompañada de la Banda de trompetas y tambores de la cofradía de la Vera Cruz; Miercoles Santo a las 9 procesión del Encuentro entre el Ecce Homo y La Soledad; Jueves Santo a las 9 procesión; Viernes Santo a las 9 procesión del Santo Entierro; Domingo de Resurrección a las 12 del mediodía, se realiza misa Pascual, seguida de la procesión del Robo del manto.[6]

- Fiestas de la Juventud (primer fin de semana de mayo): Se celebran encierros con reses bravas, exposiciones de pintura y manualidades, exhibiciones, concursos, y recientemente se organizan las JORNADAS DEL VINO Y LA VIÑA, con charlas relacionadas con el vino, degustación popular de vinos de las bodegas de la localidad y cursos de iniciación a la cata de vinos.

- San Isidro (15 de mayo): Se celebra la festividad de San Isidro, patrón de los agricultores, con encierro de reses bravas, misa y procesión en honor a San Isidro. La bodega cooperativa Viñedos de Aldeanueva S.Coop. ofrece un luch popular.

- San Juan (24 de junio): Fiesta de la Tercera Edad. La Asociación de la Tercera Edad organiza degustación de Migas, chocolate y espectáculo musical, todo ello en la Plaza de España para todos los vecinos de la localidad y visitantes.

- Fiestas de San Bartolomé (23 al 29 de agosto): En honor al patrón de la localidad San Bartolomé. El Domingo anterior al comienzo de estas fiestas patronales se celebra en la Plaza de España la coronación de la Reina y Damas de las Fiestas. Comienzan el 23 de agosto, a las 12 h. en la Plaza de España con el "chupinazo", y los pasacalles con charangas. Durante siete días se suceden dianas, pasacalles, desfile de carrozas, gigantes y cabezudos, encierros de reses bravas, verbenas, fuegos artificiales, y días dedicados a los niños, a la mujer, etc.

- Fiestas de la Virgen de los Remedios (7 y 8 de septiembre): En honor a la Patrona de la localidad. Hay encierros de reses bravas, verbenas, Misa y Procesión en honor a la Virgen de Los Remedios.[7]